# Агилас
 Тази статия е за града в Испания.  За колумбийския футболен отбор вижте Агилас Перейра.  
А̀гилас (на испански: Águilas) е град в автономната област Мурсия, югоизточна Испания. Населението му е около 34 700 души (2016).
Разположен е на 21 метра надморска височина на брега на Средиземно море, на 30 километра югоизточно от Лорка и на 58 километра югозападно от Картахена. Селището съществува от Римската епоха, а през XIX век в града има значителна британска търговска колония, която инвестира в изграждането на транспортни връзки с вътрешността на страната. Днес градът е морски курорт и център на област с интензивно производство на зеленчуци.

## Известни личности
Родени в Агилас
- Франсиско Рабал (1926 – 2001), актьор